# جبل العر
جبل العر وهو جبل يقع في مديرية الحيمة الداخلية التابعة لمحافظة صنعاء ويبلغ ارتفاعة 2.240 متر